# 葉俊
葉俊（1375年—？），字肅英，浙江溫州府永嘉縣西南隅人，明朝政治人物。進士出身。

## 生平
浙江鄉試一十五名。永樂十年（1412年）壬辰科會試七十五名，殿試登進士第三甲第三十五名。

## 家族
曾祖葉良弼。祖父葉宗舉。父亲葉孟籌。